# Jale Arıkan
Pour les articles homonymes, voir Arikan.
Jale Arıkan (Istanbul, 22 août 1969) est une actrice turque d'Allemagne.

## Biographie
Arıkan est née en Turquie, mais elle a ensuite déménagé en Allemagne où elle a mené avec succès une carrière d'actrice. Elle a montré une préférence pour les thrillers et les drames. Elle a joué dans plusieurs séries télévisées populaires en langue allemande, notamment Ein Fall für zwei (1987–1992), Rivalen der Rennbahn (1989), Hotel Paradies (1990), Tatort (1990–2012), Praxis Bülowbogen (1992), Wolff, police criminelle (1992), L'Enquêteur (1994), Schwarz greift ein (1995), Abschnitt 40 (2003), Brigade du crime (2009), Stolberg (2009), Dahoam is Dahoam (2009–2010), Küstenwache (2011) et Der Lehrer (2015).
Elle a interprété le rôle de la Polonaise Nadenka dans le film luxembourgeois de 2005 Your Name is Justine, qui a été nommé aux 79e cérémonie des Oscars pour l'Oscar du meilleur film en langue étrangère.
Elle a gagné le George d'argent de la meilleure actrice pour le film Particle.

## Filmographie

### Cinéma
- 2011 : Zenne Dancer
- 2012 :  Particle (turc : Zerre) de  Erdem Tepegöz
- 2016 : La Fuite (turc : Kaçis) de Kenan Kavut.

### Télévision
- 1987-1992 : Un cas pour deux
- 1990-2012 : Tatort
- 1992 : Wolff, police criminelle
- 1994 : L'Enquêteur (Der Fahnder)
- 2007 : Une équipe de choc
- 2009 : Brigade du crime
- 2009 : Stolberg
- 2013 : Papa à l'essai